# Гомадинген
Гомадинген (нем. Gomadingen) — община в Германии, в земле Баден-Вюртемберг. 
Подчиняется административному округу Тюбинген. Входит в состав района Ройтлинген.  Население составляет 2193 человека (на 31 декабря 2010 года). Занимает площадь 45,85 км².
Коммуна подразделяется на 7 сельских округов.

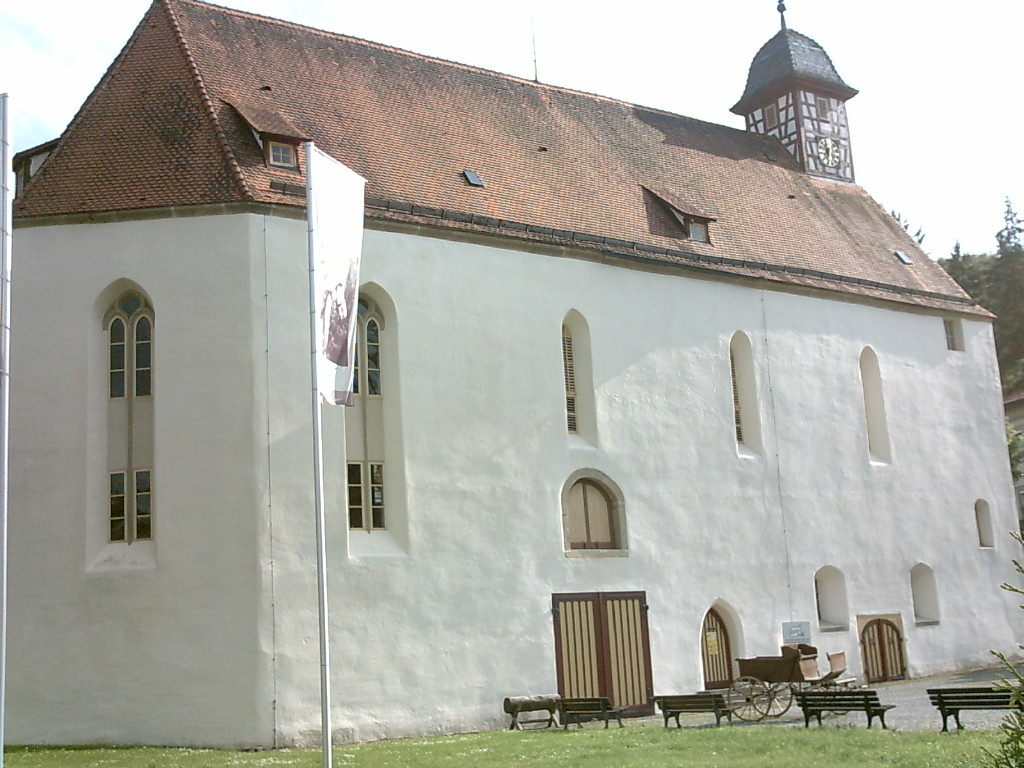
Монастырь

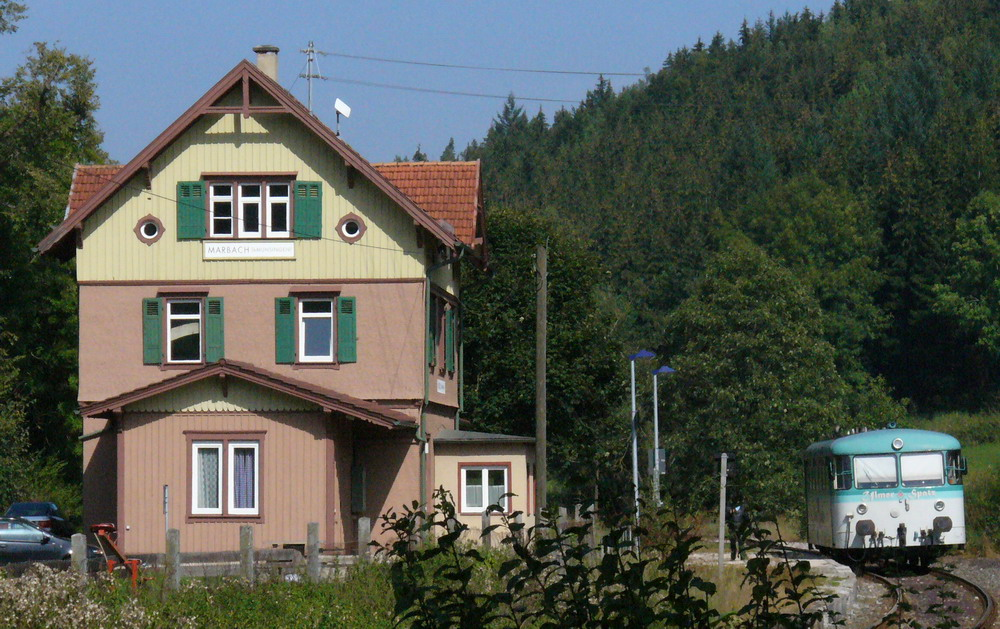
Вокзал